# Джон Лайонз (мовознавець)
Сер Джон Лайонз (англ. Sir John Lyons; 23 травня 1932  –  12 березня 2020) — британський лінгвіст, семасіолог, член Британської академії та почесний член Лінгвістичного товариства США. Серед основних напрямів досліджень науковця виділяють загальну граматику та семантику.

## Життєпис

### Освіта
Джон Лайонз народився і виріс у місті Стретфорд, Ланкашир. Він здобув освіту в католицькій школі Святої Анни в Стретфорді, а в вересні 1943 року виграв стипендію та поступив до коледжу Святого Беди в Манчестері. У липні 1950 року Лайонз поступив до коледжу Христа в Кембриджі, де отримав ступінь з Антикознавства в 1953 році і диплом з педагогіки та освіти в 1954 році.

### Кар'єра
Під час двохрічної обов'язкової служби на флоті Лайонз вивчав російську мову як спеціальний шифрувальник. Він повернувся до Кембриджа у званні мічмана. Лайонз поступив до аспірантури у 1956 році, де його керівником був В. Сідні Аллен . Наступного року він став викладачем Школи східних та африканських студій. За визначні досягнення в навчанні та науці Лайонзу запропонували річну стипендію Рокфеллера в Єльському університеті, але він відмовився ні користь більш вигідної академічної посади в лінгвістиці, рідкої для Британії тих часів. Лайонз переїхав з Кембриджа до Школи східних та африканських студій в Лондоні, де його науковим керівником був Р. Х. Робінс. Завдяки своїм досягненням в лінгвістиці та знанням російської мови, влітку 1960 року Лайонз відправився в Університет Індіани, щоб працювати над проектом машинного перекладу. В Індіані, де нещодавно працював над наукою сам Блумфілд, Лайонз почав читати курси загальної лінгвістики.
У 1961 році Лайонз повернувся до Кембриджу, де викладав у коледжі Христа до 1964 року. З 1965 по 1969 рік він працював як редактор-засновник лінгвістичного журналу «Джорнал оф лінгвістікс». З 1964 по 1984 рік він слугував науці професором лінгвістики в університетах Единбурга та Сассекса. Перед виходом на пенсію у званні почесного співробітника в 2000 році, Лайонз 15 років очолював Трініті-Холл, Кембридж.
Серед перших робіт Лайонза: " Введення в теоретичну лінгвістику ", «Хомський», «Семантика» та «Лінгвістична семантика».
Він був творцем штучної мови Bongo-Bongo, яку він розробив як інструмент навчання своїх студентів-лінгвістів.
Після виходу на пенсію переїхав до Франці, де помер 12 березня 2020 року.

## Відзнаки
«За високі досягнення у вивченні мовознавства» у 1987 році був посвячений в лицарі .
У 2016 році Британська академія нагородила Джона Лайонза медаллю Найла і Сараса Смітів «за видатний внесок у галузь лінгвістики».

## Вибрані твори
- Структурна семантика (1964)
- Вступ до теоретичної лінгвістики (1968)
- Ноам Хомський (Фонтана Сучасні Майстри, 1970)
- Нові горизонти в лінгвістиці (1970) (редактор)
- Семантика, томи 1 і 2 (1977)
- Мова і лінгвістика (1981)
- Мова, значення та контекст (1981)
- Нові горизонти в лінгвістиці 2 (1987) (співредактор)
- Природна мова та універсальна граматика (1991)
- Лінгвістична семантика: вступ (1995)